# Нориљск
Нориљск (рус. Норильск) је затворени град у Русији у Краснојарском крају. Нориљск се налази између западносибирске и средњосибирске равнице у подножју Путоранске планине. То је други најсевернији град у Русији (после града Дудинка) и други град по величини у свету (после Мурманска) који се налази у оквиру арктичког круга. Према попису становништва из 2021. има 182.701 становника. Основан је 1935. године.
Рударство и обрада никла (корпорација Норилск Никел) су главне индустријске гране у граду. У области се вади још бакар, кобалт, платина и угаљ. С вађењем руда започело се тек 1939. године када је изграђена пруга према лукама на реци Јенисеј.
Током лета, када море није залеђено, из ових лука се превозила руда у европски део Русије. Те 1939. године Нориљск је претворен у градско насеље, а статус града је добио 1953. године.

## Историја
Од 1948. до 1954. постојао је у Нориљску „Специјални логор бр. 2“, у коме је било заточено око 20.000 затвореника, претежно политичких. Услови живота у логору су били необично тешки. У лето 1953, пар месеци после Стаљинове смрти, затвореници су подигли ненасилну побуну (Нориљски устанак) која је трајала неколико месеци.
Године 2001. Нориљск је проглашен затвореним градом за странце, а улазне дозволе се издају и грађанима Русије и Белорусије.

## Становништво
Према прелиминарним подацима са пописа, у граду је 2010. живело 175.301 становника, 40.469 (30,01%) више него 2002. У 2021. тај број се повећао на 182.701 становника.
| 1939.  | 1959.   | 1970.   | 1979.   | 1989.   | 2002.   | 2010.   | 2021.   |
| ------ | ------- | ------- | ------- | ------- | ------- | ------- | ------- |
| 13.886 | 109.442 | 135.487 | 180.358 | 174.673 | 134.832 | 175.365 | 182.701 |

## Привреда
Топионица никла се налази у Нориљску. Прерада руда је директно одговорна за изузетно загађење, начелно киселе кише и смог. По неким проценама, 1% од укупне светске емисије сумпор-диоксида потиче из овог града. Загађење тешким металима у близини Нориљска је тог нивоа да би било економски исплативо да се земљиште око града користи као руда услед високих концентрација платине и паладијума.
Институт Блексмит из Њујорка је ставио Нориљск на листу десет најзагађенијих места на Свету, сачињену 2007. године. Овде се наводи да је ваздух у Нориљску између осталог загађен честицама радиоизотопа стронцијума-90, цезијума-137 и метала никла, бакра, кобалта, олова и селена, као и гасовима као што су азот, угљеникови оксиди, сумпор-диоксид, феноли и водоник сулфиди. Такође, Нориљск је и место где је просечно животно доба радника за десет година краће него на другим подручјима Русије.

## Партнерски градови
- Минусинск